# Kiyoshi Oka
Kiyoshi Oka (japonès: 岡潔)  (Osaka, 19 d'abril de 1901 - Nara, 1 de març de 1978) fou un matemàtic japonès. Va treballar la teoria de les variables múltiples complexes. Va assistir a la Universitat de Kyoto des de l'any 1919 fins a l'any 1924, quan es va graduar en matemàtiques.
Va establir-se a París durant tres anys, en el període de 1929 a 1932, però després tornà al Japó per a treballar a la Universitat d'Hiroshima. Ha publicat diversos treballs relacionats amb les matemàtiques i la funció holomorfa.
També fou professor de la Universitat Femenina de Nara des de 1949 fins al 1964.

## Obres
- KIYOSHI OKA COLLECTED PAPERS
  - Oka, Kiyoshi. Sur les fonctions analytiques de plusieurs variables (en francès).  Tokyo, Japan: Iwanami Shoten, 1961, p. 234. - Includes bibliographical references.
  - Oka, Kiyoshi. Sur les fonctions analytiques de plusieurs variables (en francès). Nouv. ed. augmentee..  Tokyo, Japan: Iwanami, 1983, p. 246.
  - Oka, Kiyoshi. Reinhold Remmert. Kiyoshi Oka Collected Papers (en anglès).  Springer-Verlag, 1984, p. 223. ISBN 0-387-13240-6.[2]

### Documents i treballs publicats
1. Oka, Kiyoshi «Domaines convexes par rapport aux fonctions rationnelles». Journal of Science of the Hiroshima University, 6, 1936, pàg. 245–255. Arxivat de l'original el 2011-07-18. DOI: 10.32917/hmj/1558749869 [Consulta: 10 juny 2020]. PDF Arxivat 2011-07-18 a Wayback Machine. TeX Arxivat 2011-07-18 a Wayback Machine.[3]
2. Oka, Kiyoshi «Domaines d'holomorphie». Journal of Science of the Hiroshima University, 7, 1937, pàg. 115–130. Arxivat de l'original el 2011-07-18. DOI: 10.32917/hmj/1558576819 [Consulta: 10 juny 2020]. PDF Arxivat 2011-07-18 a Wayback Machine. TeX Arxivat 2011-07-18 a Wayback Machine.[4]
3. Oka, Kiyoshi «Deuxième problème de Cousin». Journal of Science of the Hiroshima University, 9, 1939, pàg. 7–19. Arxivat de l'original el 2011-07-18. DOI: 10.32917/hmj/1558490525 [Consulta: 10 juny 2020]. PDF Arxivat 2011-07-18 a Wayback Machine. TeX Arxivat 2011-07-18 a Wayback Machine.[5]
4. Oka, Kiyoshi «Domaines d'holomorphie et domaines rationnellement convexes». Japanese Journal of Mathematics, 17, 1941, pàg. 517–521. Arxivat de l'original el 2011-07-18. DOI: 10.4099/jjm1924.17.0_517 [Consulta: 10 juny 2020]. PDF Arxivat 2011-07-18 a Wayback Machine. TeX Arxivat 2011-07-18 a Wayback Machine.[6]
5. Oka, Kiyoshi «L'intégrale de Cauchy». Japanese Journal of Mathematics, 17, 1941, pàg. 523–531. Arxivat de l'original el 2011-07-18 [Consulta: 10 juny 2020]. PDF Arxivat 2011-07-18 a Wayback Machine. TeX Arxivat 2011-07-18 a Wayback Machine.
6. Oka, Kiyoshi «Domaines pseudoconvexes». Tôhoku Mathematical Journal, 49, 1942, pàg. 15–52. Arxivat de l'original el 2011-07-18 [Consulta: 10 juny 2020]. PDF Arxivat 2011-07-18 a Wayback Machine. TeX Arxivat 2011-07-18 a Wayback Machine.
7. Oka, Kiyoshi «Sur quelques notions arithmétiques». Bulletin de la Société Mathématique de France, 78, 1950, pàg. 1–27. Arxivat de l'original el 2011-07-18. DOI: 10.24033/bsmf.1408 [Consulta: 10 juny 2020]. PDF Arxivat 2011-07-18 a Wayback Machine. TeX Arxivat 2011-07-18 a Wayback Machine.
8. Oka, Kiyoshi «Sur les Fonctions Analytiques de Plusieurs Variables, VIII--Lemme Fondamental». Journal of the Mathematical Society of Japan, 3, 1951, pàg. 204–214, pp. 259–278. Arxivat de l'original el 2011-07-18. DOI: 10.2969/jmsj/00310204 [Consulta: 10 juny 2020]. PDF Arxivat 2011-07-18 a Wayback Machine. TeX Arxivat 2011-07-18 a Wayback Machine.
9. Oka, Kiyoshi «Domaines finis sans point critique intérieur». Japanese Journal of Mathematics, 27, 1953, pàg. 97–155. Arxivat de l'original el 2011-07-18. DOI: 10.4099/jjm1924.23.0_97 [Consulta: 10 juny 2020]. PDF Arxivat 2011-07-18 a Wayback Machine. TeX Arxivat 2011-07-18 a Wayback Machine.
10. Oka, Kiyoshi «Une mode nouvelle engendrant les domaines pseudoconvexes». Japanese Journal of Mathematics, 32, 1962, pàg. 1–12. Arxivat de l'original el 2011-07-18. DOI: 10.4099/jjm1924.32.0_1 [Consulta: 10 juny 2020]. PDF Arxivat 2011-07-18 a Wayback Machine. TeX Arxivat 2011-07-18 a Wayback Machine.
11. Oka, Kiyoshi «Note sur les familles de fonctions analytiques multiformes etc.». Journal of Science of the Hiroshima University, Ser.A 4, 1934, pàg. 93–98. Arxivat de l'original el 2011-07-18. DOI: 10.32917/hmj/1558749763 [Consulta: 10 juny 2020]. PDF Arxivat 2011-07-18 a Wayback Machine. TeX Arxivat 2011-07-18 a Wayback Machine.
12. Oka, Kiyoshi «Sur les domaines pseudoconvexes». Proc. Imp. Acad. Tokyo, 17, 1, 1941, pàg. 7–10. Arxivat de l'original el 2011-07-18. DOI: 10.3792/pia/1195578912 [Consulta: 10 juny 2020]. PDF Arxivat 2011-07-18 a Wayback Machine. TeX Arxivat 2011-07-18 a Wayback Machine.
13. Oka, Kiyoshi «Note sur les fonctions analytiques de plusieurs variables». Kodai Math. Sem. Rep., Nos.5-6, 5–6, 1949, pàg. 15–18. Arxivat de l'original el 2011-07-18. DOI: 10.2996/kmj/1138833536 [Consulta: 10 juny 2020]. PDF Arxivat 2011-07-18 a Wayback Machine. TeX Arxivat 2011-07-18 a Wayback Machine.